# Karim Rashid
Karim Rashid es un diseñador industrial y de interiores. Sus diseños incluyen artículos de lujo, mobiliario, iluminación, diseño de exteriores, identidad de marca y empaques. La revista  Time lo ha descrito como el "diseñador industrial más famoso de toda América".

## Biografía
Rashid nació en El Cairo, Egipto de un padre egipcio y una madre inglesa, [cita requerida] se crio en Canadá y ahora es un ciudadano estadounidense.
Los diseños de Karim incluyen el bote de basura Garbo, la silla Oh para la compañía Umbra, un concepto de tienda para Giorgio Armani, tapas de registro para las alcantarillas de Nueva York, botellas de perfume Kenzo, bobble water bobble, relojes y vajillas para Alessi, iluminación para Artemide y productos para Veuve Clicquot.
Su trabajo, curvas sensuales y colores brillantes, es fácilmente reconocido y ha sido varias veces descrito (por el propio Rashid) como "minimalismo sensual" y "blobjects".
Karim ha sido recientemente seleccionado para diseñar varios desarrollos inmobiliarios en la Ciudad de Nueva York para las inversiones HAP, un grupo de inversionistas internacionales basados en la ciudad de Nueva York.
El trabajo de Karim es presentado en 20 colecciones permanentes y sus obras de arte en galerías por todo el mundo, incluyendo al MoMA, Centre Pompidou, y SFMOMA. Posee doctorados con honorarios de Ontario College of Art & Design, Pratt Institute y Corcoran College of Art & Design. Karim ha sido un invitado frecuente en universidades y conferencias que hablan sobre la importancia del diseño en la vida cotidiana.
En el 2012, el fabricante y diseñador Danés BoConcept colaboró con Rashid para crear la colección de Ottawa, que ganó el Red Dot Design Award.

## Premios y reconocimientos
Rashid ha ganado el George Nelson Award en 1999, el premio al Diseñador Canadiense del Año en el 2001, y el Red Dot Design Award en el 2012.

## Vida personal
Anteriormente Karim estuvo casado con la diseñadora digital Megan Lang, pero la pareja se divorció. Posteriormente Rashid se casó con Ivana Rashid (née Puric) en el 2008. Juntos tuvieron una hija llamada Kiva Rashid.
Rashid es hermano del famoso arquitecto, Hani Rashid, de Asymptote.
Karim es muy conocido por usar ropa completamente blanca o rosada.

## Publicaciones
- 2014 Karim Rashid: From the Beginning
- 2013 Karim Rashid - Ideologija ljepote Tihomir Milovac. (in Croatian). Zagreb: Muzej Suvremene Umjetnosti, 2013
- 2012  I Protagonisti del Design: Karim Rashid.  Milan: Hachette, 2012
- 2012 Sketch: Karim
- 2009 Karim Rashid Space: The Architecture Of Karim Rashid
- 2006 Design Your Self: Rethinking the Way You Live, Love, Work, and Play
- 2005 I Want To Change The World
- 2005 Digipop
- 2004 Karim Rashid: Evolution New York, NY: Universe, 2004. ISBN 978-0789311979
- 2004 Karim Rashid. San Francisco: * Marisa Bartolucci, Raul Cabra. Karim Rashid. San Francisco: Chronicle Books, ISBN 9780811842082
- 2003 International Design Yearbook 18
- 2001 I Want to Change the World. New York, NY: Universe Rizzoli, 2001. ISBN 978-0789305312